# Minor Earth Major Sky
Minor Earth Major Sky — шестой студийный альбом норвежской группы a-ha. Релиз состоялся 17 июля 2000 года. По всему миру было продано 2 750 000 экземпляров. Первый альбом, выпущенный a-ha после воссоединения группы в 1998 году.

## Об альбоме
Minor Earth Major Sky был издан спустя семь лет после выхода Memorial Beach. Рецензент портала Allmusic отметил, что, A-ha, кажется, смягчили звучание и сосредоточились не на привлечении к себе молодежи/музыкального рынка, а на создании прекрасных средних поп-композиций с технологиями 90-х. По мнению критика, на альбоме присутствует несколько фантастических песен, такие как «Little Black Heart» и великолепная «I Wish I Cared». Единственная проблема диска — однообразность музыки, но на уровне продакшна это практически идеальный альбом. В целом, обозреватель посчитал пластинку хорошей и предположил, что она понравится фанатам.
Исполняя песню «Summer Moved On», Мортен Харкет удерживал ноту (20,2 секунды).
Сингл «Velvet» является повторной записью одноимённой песни группы Savoy.

## Список композиций
| №   | Название                            | Автор(ы)                   | Длительность |
| --- | ----------------------------------- | -------------------------- | ------------ |
| 1.  | «Minor Earth Major Sky»             | Фурухольмен, Воктор-Савой  | 5:25         |
| 2.  | «Little Black Heart»                | Фурухольмен, Воктор-Савой  | 4:35         |
| 3.  | «Velvet»                            | Воктор-Савой / Лорен Савой | 4:21         |
| 4.  | «Summer Moved On»                   | Воктор-Савой               | 4:38         |
| 5.  | «The Sun Never Shone That Day»      | Воктор-Савой, Лорен Савой  | 4:40         |
| 6.  | «To Let You Win»                    | Харкет, Ховард Рем         | 4:24         |
| 7.  | «The Company Man»                   | Фурухольмен, Воктор-Савой  | 3:15         |
| 8.  | «Thought That It Was You»           | Харкет, Оле Сверре-Олсен   | 3:50         |
| 9.  | «I Wish I Cared»                    | Фурухольмен                | 4:23         |
| 10. | «Barely Hanging On»                 | Воктор-Савой               | 3:56         |
| 11. | «You'll Never Get Over Me»          | Воктор-Савой               | 5:40         |
| 12. | «I Won't Forget Her»                | Воктор-Савой               | 4:44         |
| 13. | «Mary Ellen Makes the Moment Count» | Воктор-Савой               | 4:51         |

### Бонусные треки
| №   | Название                         | Длительность |
| --- | -------------------------------- | ------------ |
| 14. | «Summer Moved On» (remix )       | 6:00         |
| 15. | «Minor Earth Major Sky» (remix ) |              |
| 16. | «Velvet» (Stockholm mix)         |              |

| Страна             | Место |
| ------------------ | ----- |
| Австрия            | 4     |
| Бельгия (Валлония) | 22    |
| Великобритания     | 27    |
| Венгрия            | 7     |
| Германия           | 1     |
| Европа             | 3     |
| Испания            | 8     |
| Нидерланды         | 55    |
| Норвегия           | 1     |
| Финляндия          | 39    |
| Франция            | 41    |
| Швейцария          | 3     |
| Швеция             | 36    |
| Япония             | 53    |

| Страна               | Статус     |
| -------------------- | ---------- |
| Германия (BVMI)      | Платиновый |
| Испания (PROMUSICAE) | Золотой    |
| Швейцария (IFPI)     | Золотой    |